# Nassarius spiraliscabrus
Nassarius spiraliscabrus is een slakkensoort uit de familie van de Nassariidae. De wetenschappelijke naam van de soort is voor het eerst geldig gepubliceerd in 1914 door Chapman & Gabriel.